# Rainhaus (Lindau)

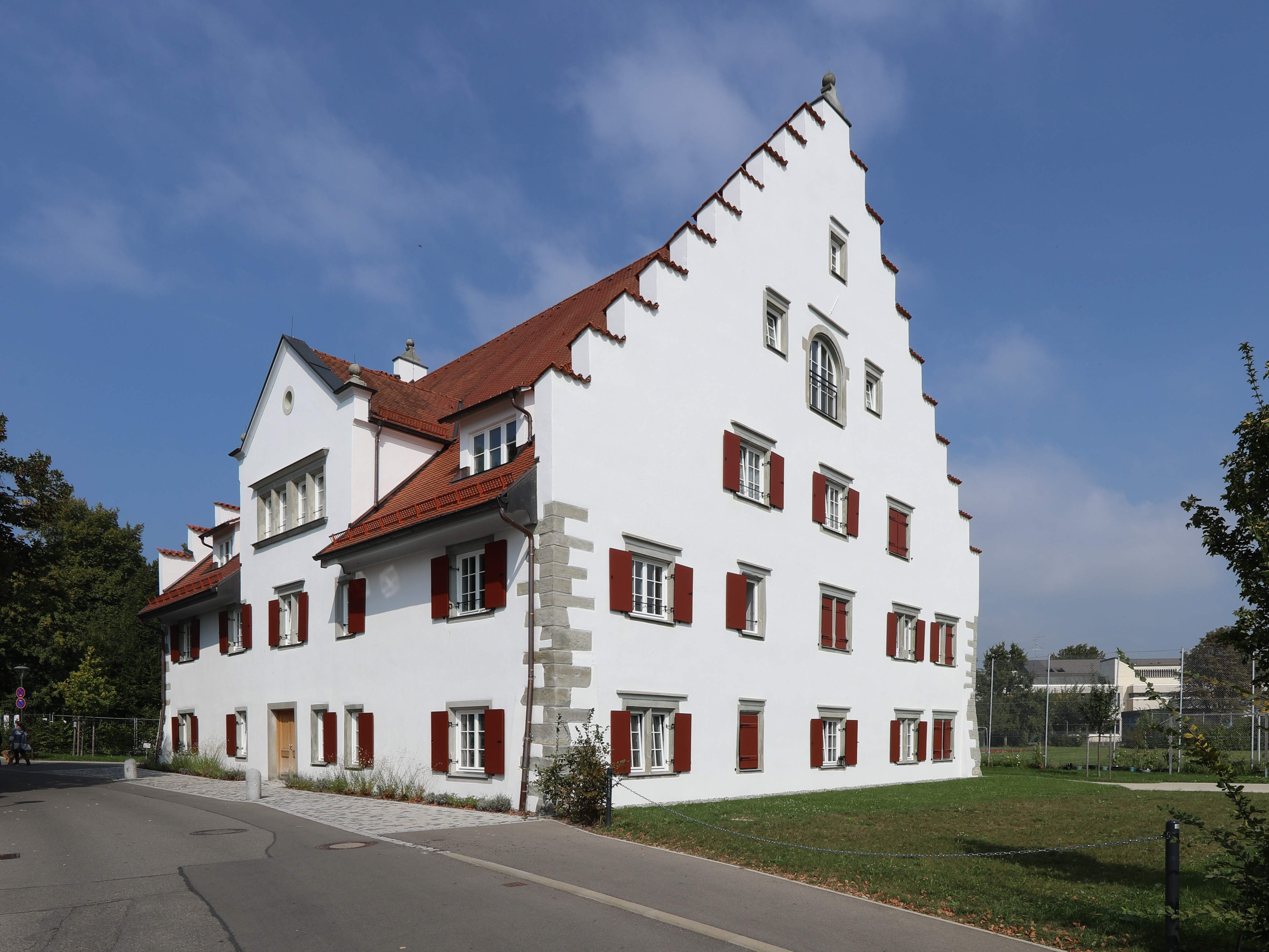
Rainhaus (2020)

Das Rainhaus ist das frühere Pesthaus der Reichsstadt Lindau im Bodensee. Es ist eines der wenigen noch erhaltenen Pesthäuser Europas, bei dem sich auch die ursprüngliche Raumaufteilung weitgehend erhalten hat.

## Name
Im Laufe seiner Geschichte war das Rainhaus unter verschiedenen Schreibweisen und Namen bekannt: Als Reinhaus gegründet, wurde es während der Pestepidemie 1628 Pfleghaus genannt. Im 19. Jahrhundert wurde die Schreibweise Rheinhaus verwendet, später auch Rainhaus.
Die Bezeichnung Rainhaus ist auf das Reinwerden, also die Genesung, zurückzuführen.

## Geschichte
Das Rainhaus wurde am Rande der Stadt durch den Lindauer Baumeister Hans Furttenbach in den Jahren 1585 und 1586 errichtet. Dies geschah auf Anweisung des Lindauer Patriziats, das damit das Ziel verfolgte, die Pest einzudämmen. Anders als die sich ebenfalls in der Stadt befindliche Sondersiechensiedlung diente das Rainhaus nur zur kurzzeitigen Aufnahme von Personen, die aus einem pestbefallen Umfeld kamen und nicht eher entlassen wurde, bis bewiesen war, dass von ihnen keine Gefahr, andere Personen anzustecken, ausging. Das Rainhaus wurde vom Heilig-Geist-Spital auf der Insel getragen.
Bis ins 19. Jahrhundert behielt das Rainhaus seinen krankenhaus- und spitalähnlichen Charakter. Es diente während der Napoleonischen Kriege als Lazarett und später als Spezialkrankenhaus für ansteckende Krankheiten. 1808 nämlich wurde das Rainhaus zur Unterbringung von ansteckenden Patienten genutzt, hier stand es als Isolierhaus also in der Tradition der früheren Nutzung als Pesthaus. Kurz darauf fanden die Gewerbetreibenden Einzug in das Rainhaus, es dient Textilverarbeitern als Produktionsort. 
1810 wurde das Haus samt umliegenden Flächen für 3545 Gulden vom Spital an einen Sattler verkauft. Im Laufe des 19. Jahrhunderts wurden die Räume als Krankenhaus und Schule genutzt, zeitweise wird es als Armenhaus bezeichnet. In folgender Zeit wurden die Raumflächen in Wohnungen umgewandelt.

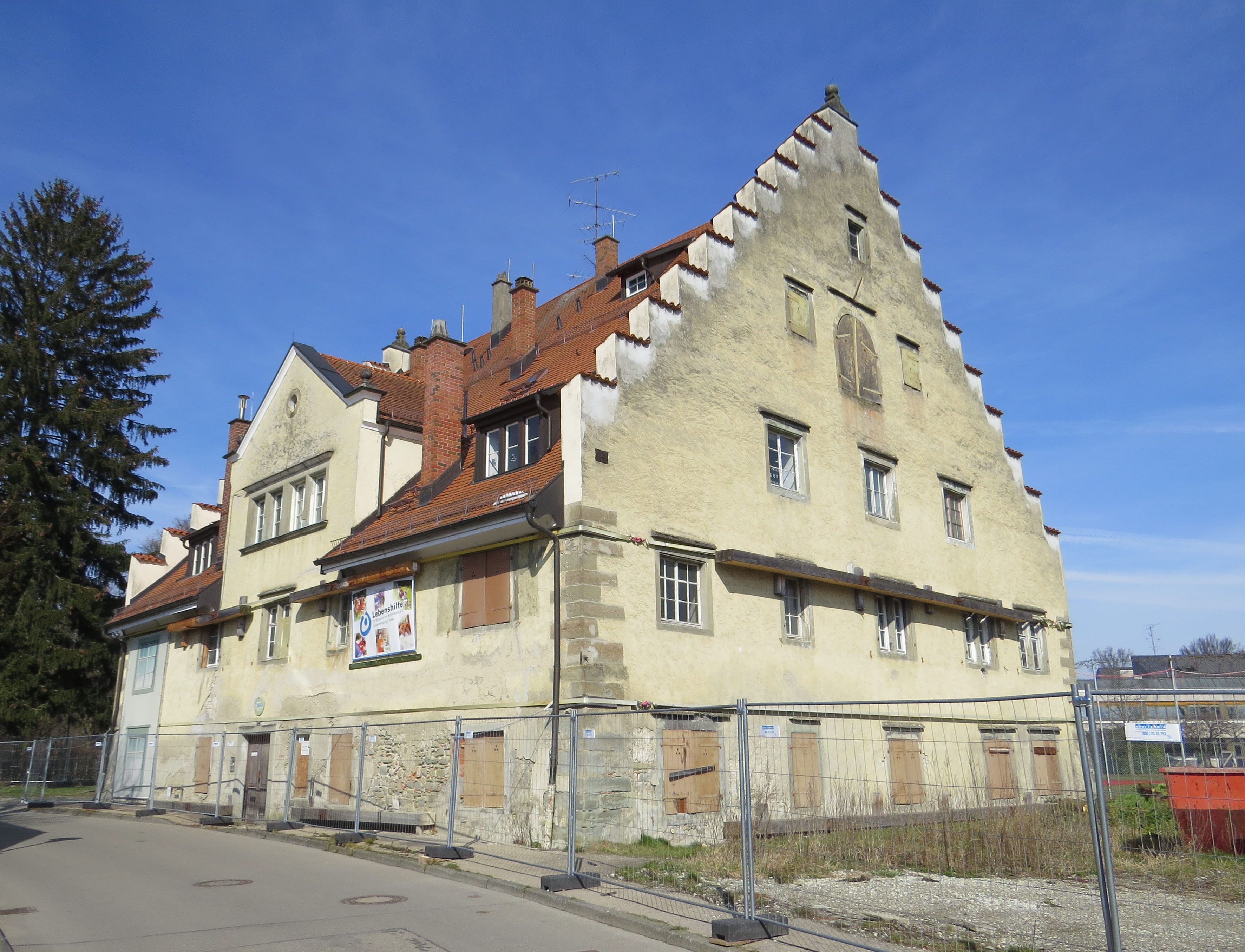
Rainhaus (2016, vor der Renovierung)

Das Haus befand sich in einem desolaten Zustand und war einsturzgefährdet, was auch dem instabilen Baugrund geschuldet war.
Zur Erhaltung dieses medizinhistorisch bedeutsamen Denkmals wurde ein Förderverein gegründet. Die mithilfe von Spenden finanzierte Restaurierung hat im Jahr 2014 begonnen. Nach Beendigung der Restaurierung wird das Rainhaus seit Juli 2018 von der Lebenshilfe als Haus für inklusives Wohnen genutzt.